# Flerke
Flerke ist ein Ortsteil der Gemeinde Welver im Kreis Soest. Es liegt im südwestlichen Teil der Gemeinde. Der 1220 erstmals urkundlich erwähnte Ortsteil war bis zur kommunalen Neuordnung eine selbständige Gemeinde und wurde am 1. Juli 1969 der Gemeinde Welver zugesprochen. Seinen Namen hat Flerke vermutlich von den mittelhochdeutschen Begriffen Vled für Flieder und rike für reich (also etwa „Fliederreich“) oder vlat und fläke für Schönheit, Sauberkeit und Zierlichkeit. Auch eine Herleitung vom westfälischen fläge für ansehnlich, gut genährt kommt in Frage.
Seit 1950 hat die Einwohnerzahl von Flerke stark zugenommen. Sie stieg vor allem durch Ausweisung von Neubaugebieten von damals 250 auf heute über 500 Personen an. Am 31. Dezember 2024 hatte Flerke 432 Einwohner.
In Flerke gibt es mehrere Vereine. Besonders bekannt ist der Turnverein Flerke, der fast doppelt so viele Mitglieder hat wie der Ortsteil Einwohner. Tanzgruppen des TV Flerke haben sich in der Vergangenheit mehrfach für deutsche Meisterschaften im Garde- und Showtanz qualifiziert.
Der Kinderschützenverein Flerke ist als ältester Verein des Ortes seit weit über 100 Jahren Ausrichter des jährlichen Kinderschützenfestes.
Daneben gibt es noch eine örtliche Löschgruppe der Freiwilligen Feuerwehr Welver, einen Quartettverein, einen Heimatverein und einen Spielmannszug.